# St. Armand (Nueva York)
St. Armand es un pueblo ubicado en el condado de Essex en el estado estadounidense de Nueva York. En el año 2000 tenía una población de 1.321 habitantes y una densidad poblacional de 9 personas por km².

## Geografía
St. Armand se encuentra ubicado en las coordenadas 44°23′49″N 74°3′34″O / 44.39694, -74.05944.

## Demografía
Según la Oficina del Censo en 2000 los ingresos medios por hogar en la localidad eran de $39,500, y los ingresos medios por familia eran $51,250. Los hombres tenían unos ingresos medios de $36,696 frente a los $23,828 para las mujeres. La renta per cápita para la localidad era de $18,828. Alrededor del 8.1% de la población estaban por debajo del umbral de pobreza.